# Le Cayrol
Le Cayrol é uma comuna francesa na região administrativa de Occitânia, no departamento de Aveyron. Estende-se por uma área de 22,16 km². Em 2010 a comuna tinha 267 habitantes (densidade: 12 hab./km²).